# Барсальнуна
Барсальнуна — стародавній правитель шумерського міста-держави Кіш. Імовірно, період його правління припадав на середину XXVIII століття до н. е. Відповідно до Ніппурського царського списку правив упродовж 1200 років.